# 帕特尼 (喬治亞州)
帕特尼（英語：Putney）是位於美國喬治亞州多爾蒂縣的一個人口普查指定地區。

## 地理
帕特尼的座標為31°28′23″N 84°07′17″W / 31.47306°N 84.12139°W，而該地最高點為海拔高度61米（即200英尺）。

## 人口
根據2010年美國人口普查的數據，帕特尼的面積為56.80平方千米，當中陸地面積為56.60平方千米，而水域面積為0.20平方千米。當地共有人口2898人，而人口密度為每平方千米51人。